# Bruno Bozzetto
Bruno Bozzetto (Milánó, 1938. március 3.) olasz film- és rajzfilmrendező.

## Életpályája
A Milánói Egyetem jogi karán szerzett diplomát. 1958-ban készítette el első animációs filmjét, majd létrehozta Rossi úr alakját, több filmjének főhősét. 1965-ben készítette el első egész estés animációs filmjét a West és szóda címmel, ami a nyugati filmek paródiája volt. 1967-ben jelent meg Bozzetto Wip fivérem, a szuperember című spin-off-ja. Azonban a legismertebb műve talán az 1977-es Allegro non troppo volt. 10 év szünet után készült el 1987-ben A kínai étterem alatt, ami az utolsó nagyjátékfilmje a 2002-es Mammuk című filmig. 1995-ben készített egy animációs sorozatot Micsoda rajzfilm! címmel, melynek 26 epizódja volt.

## Filmjei
- Tapum! A weapon története (Tapum! La storia delle armi) (1958)
- A találmányok története (La storia delle invenzioni) (1959; Halász Jánossal)
- Egy Oscart Rossi úrnak (Un Oscar per il signor Rossi) (1960)
- Alfa Omega (1961)
- Rossi úr sielni megy (Il signor Rossi va a sciare) (1963)
- Rossi úr a tengerparton (Il signor Rossi al mare) (1964)
- West és szóda (West and soda) (1965)
- A két kastély (I due castelli) (1967)
- Wip fivérem, a szuperember (Vip, mio fratello superuomo) (1967)
- Ego (1969)
- Allegro non troppo (1977)
- A kínai étterem alatt (Sotto il ristorante cinese) (1987)
- Tao úr (Mister Tao) (1988)
- Big Bang (1990)
- Szöcskék (1991)
- Dancing (1991)
- Drop (1993)
- Micsoda rajzfilm! (1995)
- Help? (1995)
- Europe & Italy (1999)
- I cartoni dello zecchino d'oro (1999)
- Yes & No (2000)
- Adam (2002)
- Olympics (2003)
- Life (2003)
- Spaghetti Family (2003)
- Femminile & maschile (2004)
- Neuro (2004)
- Looo (2005)
- Rapsodeus (2011)

## Díjai
- Ezüst Szalag díj (1972)
- David di Donatello-díj (1978) Allegro non troppo
- OCIC-díj (1990) Tao úr
- berlini Arany Medve díj (1990) Tao úr
- Pulcinella-díj (2003)

## Fordítás
- Ez a szócikk részben vagy egészben  a   Bruno Bozzetto című angol Wikipédia-szócikk ezen változatának fordításán alapul.  Az eredeti cikk szerkesztőit annak laptörténete sorolja fel. Ez a jelzés csupán a megfogalmazás eredetét és a szerzői jogokat jelzi, nem szolgál a cikkben szereplő információk forrásmegjelöléseként.